# Lourinhanosaurus antunesi
Lourinhanosaurus (il cui nome significa "lucertola di Lourinhã") è un genere estinto di dinosauro teropode vissuto nel Giurassico superiore, circa 150 milioni di anni fa (Kimmeridgiano-Titoniano), i cui resti sono stati ritrovati a Peralta, nei pressi di Lourinhã, Portogallo. Il genere contiene una sola specie ossia L. antunesi descritto nel 1998, dal paleontologo portoghese Octávio Mateus. Il nome specifico, antunesi, si riferisce al paleontologo portoghese Miguel Telles Antunes.

## Descrizione

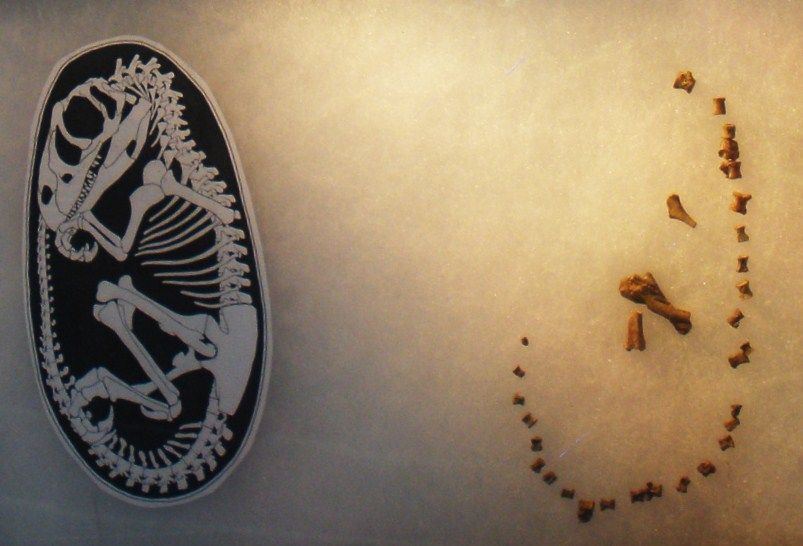
Diagramma e ossa dell'embrione di Lourinhanosaurus

Il Lourinhanosaurus era un dinosauro teropode piuttosto grande. L'esemplare ritrovato era un sub-adulto, che misurava circa 4,5 metri di lunghezza, per un peso di circa 160 kg. Usando gli standard di crescita dei teropodi è possibile che un individuo adulto avrebbe raggiunto gli 8 metri di lunghezza, nel giro di 10 anni di crescita.
Fino ad oggi, il campione più completo di Lourinhanosaurus è rappresentato da un scheletro parziale. L'olotipo (ML 370) è costituito dai resti di sei vertebre cervicali con sei nervature, cinque vertebre sacrali con nervature, 14 vertebre caudali, otto ossa chevron, entrambi i femori, la tibia destra e perone, un metatarso, due ilio ed entrambi il pube e l'ischio, così come ben 32 gastroliti associati. Un'ulteriore femore (ML 555) è stato ritrovato a Porto das Barcas.
Oltre a questi esemplari, sono state ritrovate circa 100 uova (numero del campione ML 565), alcune delle quali contenenti ossa embrionali. Queste uova sono state ritrovate nel 1993, presso la vicina spiaggia di Paimogo. Le uova e gli embrioni sono stati assegnati a Lourinhanosaurus. Oggi sia lo scheletro sia le uova sono in mostra al Museu da Lourinhã.

## Classificazione
La classificazione di Lourinhanosaurus è tuttora incerta, e gli studiosi faticano a trovare una soluzione. Inizialmente considerato come un membro primitivo di Allosauroidea, è stato poi avvicinato ai Sinraptoridae, un clade più inclusiva all'interno di Allosauroidea. In seguito alcuni ricercatori furono favorevoli all'idea che il Lourinhanosaurus non fosse nemmeno un Allosauroide, ma un membro di Megalosauroidea, un gruppo più primitivo di teropodi tetanuri. Nello stesso studio, Benson et al. (2010) hanno provato che il Poekilopleuron fosse un Sinraptoridae. Recentemente, Carrano et al. (2012) hanno provato che il Lourinahnosaurus fosse un celurosauro.

## Paleobiologia
Associate all'olotipo di Lourinahnosaurus sono stati ritrovati ben 32 gastroliti. Ciò rappresenta il primo caso di dinosauro carnivoro noto per possedere questo tipo di resti. Si è concluso nel corso della descrizione che queste pietre appartenevano per l'animale, e non sono state inghiottite da quest'ultimo mentre si nutriva di un altro dinosauro.
Il Lourinhanosaurus condivideva il suo habitat con una quantità notevole di altri dinosauri, in particolare altri grandi dinosauri predatori come l'Allosaurus europaeus, Torvosaurus gurneyi, Ceratosaurus e Aviatyrannis. Probabilmente ciascuno di questi carnivori era specializzato e occupava una differente nicchia ecologica: l'abbondanza e la diversificazione di potenziali prede, infatti, era notevole. Tra i dinosauri erbivori presenti vi erano piccoli ornitischi primitivi, ornitopodi di medie dimensioni come Draconyx, piccoli anchilosauri come Dracopelta, grandi stegosauri come Dacentrurus e Miragaia e numerosi sauropodi giganteschi come l'enorme Lusotitan, Lourinhasaurus e il Dinheirosaurus.